# Amy Fuller
Pour les articles homonymes, voir Fuller.
Amy Lynn Fuller, née le 30 mai 1968 à Inglewood (Californie) et morte le 11 mars 2023 à Los Angeles, est une rameuse américaine .

## Biographie
Amy Fuller dispute les épreuves d'aviron aux Jeux olympiques d'été de 1992 à Barcelone où elle remporte une médaille d'argent en quatre sans barreur (avec Shelagh Donohoe, Cindy Eckert et Carol Feeney).

## Palmarès

### Jeux olympiques
- Jeux olympiques d'été de 1992 à Barcelone
  -  Médaille d'argent en quatre sans barreur

### Championnats du monde
- Championnats du monde d'aviron 1993 à Račice
  -  Médaille d'argent en huit
  -  Médaille d'argent en quatre sans barreur

- Championnats du monde d'aviron 1994 à Indianapolis
  -  Médaille d'argent en huit
  -  Médaille d'argent en quatre sans barreur

- Championnats du monde d'aviron 1995 à Tampere
  -  Médaille d'or en huit

- Championnats du monde d'aviron 1998 à Cologne
  -  Médaille d'argent en huit

- Championnats du monde d'aviron 1999 à Saint Catharines
  -  Médaille d'argent en huit